# Skull & Bones
Calavera y Huesos, también conocida como La Orden, Orden 322 o La Hermandad de la Muerte (del inglés: Skull and Bones, The Order, Order 322 or The Brotherhood of Death), es una sociedad estudiantil secreta de candidatos  senior a una licenciatura. Su sede se encuentra en la Universidad Yale en New Haven (Connecticut). 
Como sociedad de clases senior más antigua de la universidad, se ha convertido en una institución cultural conocida por sus preeminentes alumnos, siendo objeto de diversas teorías de la conspiración. 
Se trata de una de las "Tres Grandes" sociedades de Yale, junto con Scroll and Key y Wolf's Head Society.
Su organización de exalumnos, la Russell Trust Association, es propietaria de los bienes inmobiliarios de la organización y supervisa la membresía. La sociedad es conocida informalmente como Huesos (Bones), y a los miembros se les conoce  como Hombres Hueso (Bonesmen), Miembros de la Orden (Members of The Order) o Iniciados de la Orden (Initiated to The Order).
Según el sociólogo Rick Fantasia, "Skull and Bones funciona también como correa de transmisión hacia la Corte Suprema, la Agencia Central de Inteligencia y los gabinetes de abogados y consejos de administración más prestigiosos del país".

## Historia
Skull and Bones se fundó en 1832 después de una disputa entre las sociedades de debate de Yale: Linonia, Brothers in Unity y Calliopean Society sobre los premios Phi Beta Kappa de esa temporada. William Huntington Russell y Alphonso Taft cofundaron "la Orden de Calavera y Huesos". Los primeros miembros senior incluyeron a Russell, Taft y otros 12 individuos. Los nombres alternativos de Skull and Bones son The Order, Order 322 y The Brotherhood of Death.
Tradicionalmente, la Yale Daily News publicó los nombres de los nuevos miembros de todas las organizaciones secretas que había en Yale, pero la práctica se abandonó durante la rebelión de los estudiantes en la década de 1960. Desde entonces ha sido reinstituida por un tabloide del campus conocido como The Rumpus. Por tanto, mientras que la lista de nombres de los miembros actuales y las actividades que llevan a cabo no está oficialmente divulgada, es de dominio público quiénes son sus miembros. La sociedad recluta a sus nuevos aspirantes entre los alumnos que se encuentran en el año previo a su graduación.
Por reputación, los calaveras captaban a los capitanes de los equipos de fútbol americano y remo, así como a los notables del Yale Daily News y la Yale Lit.
El 13 de octubre de 1873 fue publicado en el periódico estudiantil The Iconoclast un panfleto contra los Skulls & Bones.

"Oh,  may our Yale so fondly loved
The Skulls and Bones beware,
Avoid it like a faithless friend,
A serpent in his lair."
The Iconoclast, 13 de octubre 1873

"Oh, que nuestro Yale tan tiernamente amado,
esté en guardia de Las Calaveras y Huesos 
que los evite como a un amigo impío,
Una serpiente en su madriguera."
The Iconoclast, 13 de octubre 1873

El 29 de septiembre de 1876 la "tumba" de la orden fue invadida por alumnos que robaron archivos y describieron el interior del lugar publicándolo en un periódico estudiantil bajo el título: SKULL AND BONES, An account of the break-in "Bones Temple" 1876.

## Miembros

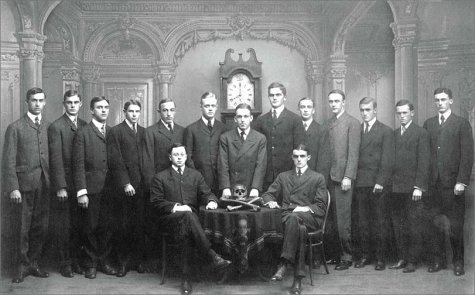
En la Orden, a cada "cohorte" de quince miembros se le hacía un retrato. Siempre posaban del mismo modo, con huesos humanos y un viejo reloj en el fondo marcando las 8 de la tarde.

Mucha gente cree que la comunidad de miembros se ha mantenido totalmente secreta, sin embargo, la lista de cada año está registrada en los archivos de la universidad de Yale, los cuales cubren los años 1833-1985, con algunos años adicionales. Las principales familias de Skull & Bones también son conocidas porque en 1985 una fuente anónima proporcionó las listas al investigador y escritor británico Antony Sutton.
Los datos filtrados en 1985 se mantuvieron en privado durante 15 años por el temor de Sutton a que las páginas fotocopiadas pudieran de algún modo identificar al miembro que las filtró. Finalmente se reformateó la información como apéndice en el libro, Fleshing out Skull and Bones (Desenmascarando a los Skull and Bones) una compilación editada por Kris Millegan, publicada en 2003.
Muchas figuras influyentes han formado parte de Skull & Bones y también ha habido familias influyentes que han tenido a menudo múltiples miembros a través de sucesivas generaciones. Los Bones abarcan un rango que va desde presidentes de EE. UU, como George W. Bush, su padre George H. W. Bush, o William Howard Taft, hasta jueces de la Corte Suprema, pasando por hombres de negocios, y senadores como John Kerry; el cual se postuló a presidente en 2004 y fue secretario de estado durante la administración de Barack Obama 

« It's so secret, we can't talk about it. », (es tan secreto que no podemos hablar de ello), George Walker Bush en una entrevista con el periodista de MSNBC Tim Russert en una cuestion sobre su pertenencia a los Skull & Bones, el 8 de febrero 2004

« Not much, because it's a secret. » ("No mucho, porque es secreto"), John Kerry en una entrevista con el periodista de MSNBC Tim Russert en una cuestion sobre su pertenencia a los Skull & Bones, el 31 de agosto 2003,

## Símbolo

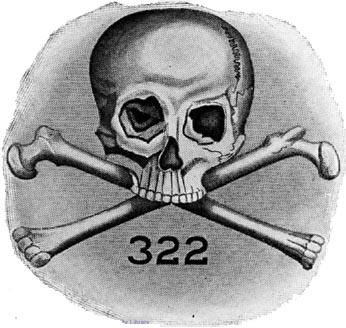
Símbolo de Skull & Bones.

Desde 1833 usan la bandera de la Russell Trust Association, es decir un cráneo con dos fémures cruzados en su base con el número 322 entre ellas. Es notable la asimetría entre las cuencas oculares del cráneo
El número 322 es así la «cifra clave» de la organización. El 322 a. C. es el año en el que murió el orador griego Demóstenes, y según la tradición de Skull & Bones, la diosa de la elocuencia, Eulogia marchó en ese año al paraíso para volver en 1832 y unirse a la sociedad secreta.
En la "tumba", tienen un viejo reloj adelantado de 5 minutos para sugerir que los miembros de la orden tienen que adelantar a los demás.
El 22 de enero de 2010, Christie's subasta la calavera urna de los Skull and Bones, que vuelve a reavivar la polémica sobre los restos de Gerónimo.

## Lema
Está en la denominada Tumba de los Skull and Bones, en Yale. Dice en alemán Wer war der Thor, wer Weiser, Bettler oder Kaiser? Ob Arm, ob Reich, im Tode gleich, que significa: ¿Quién es el loco, quién es el sabio, el mendigo o el rey? Pobre o rico, se igualan en la muerte.
También aparece el lema en latín "Boni bonis adpacunt" y en inglés antiguo "Bari Quippe Boui"

## La Tumba de los Skull and Bones

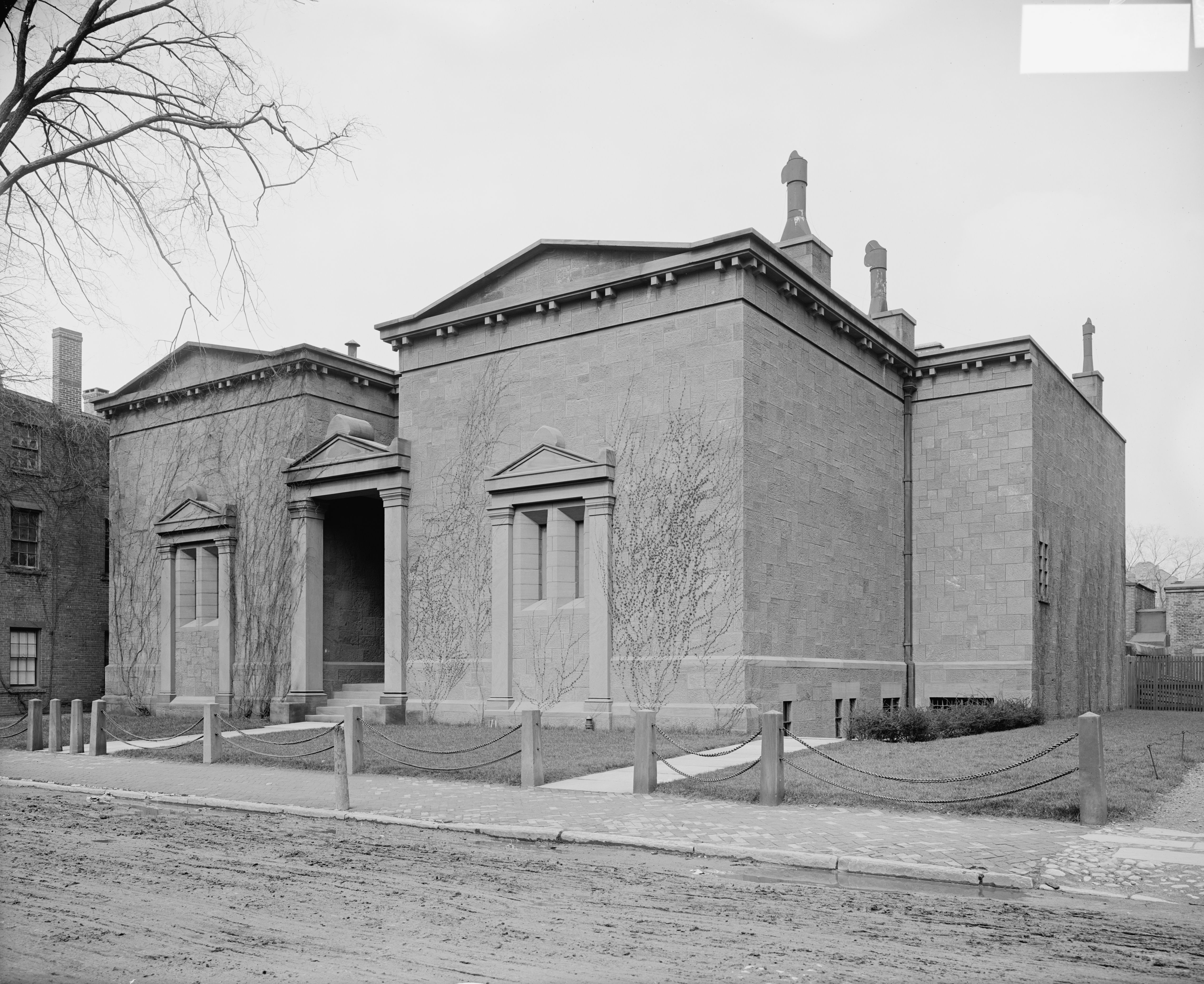
La Tumba de los Bones, antes de que se construyesen edificios adyacentes en Yale o que creciesen los árboles.

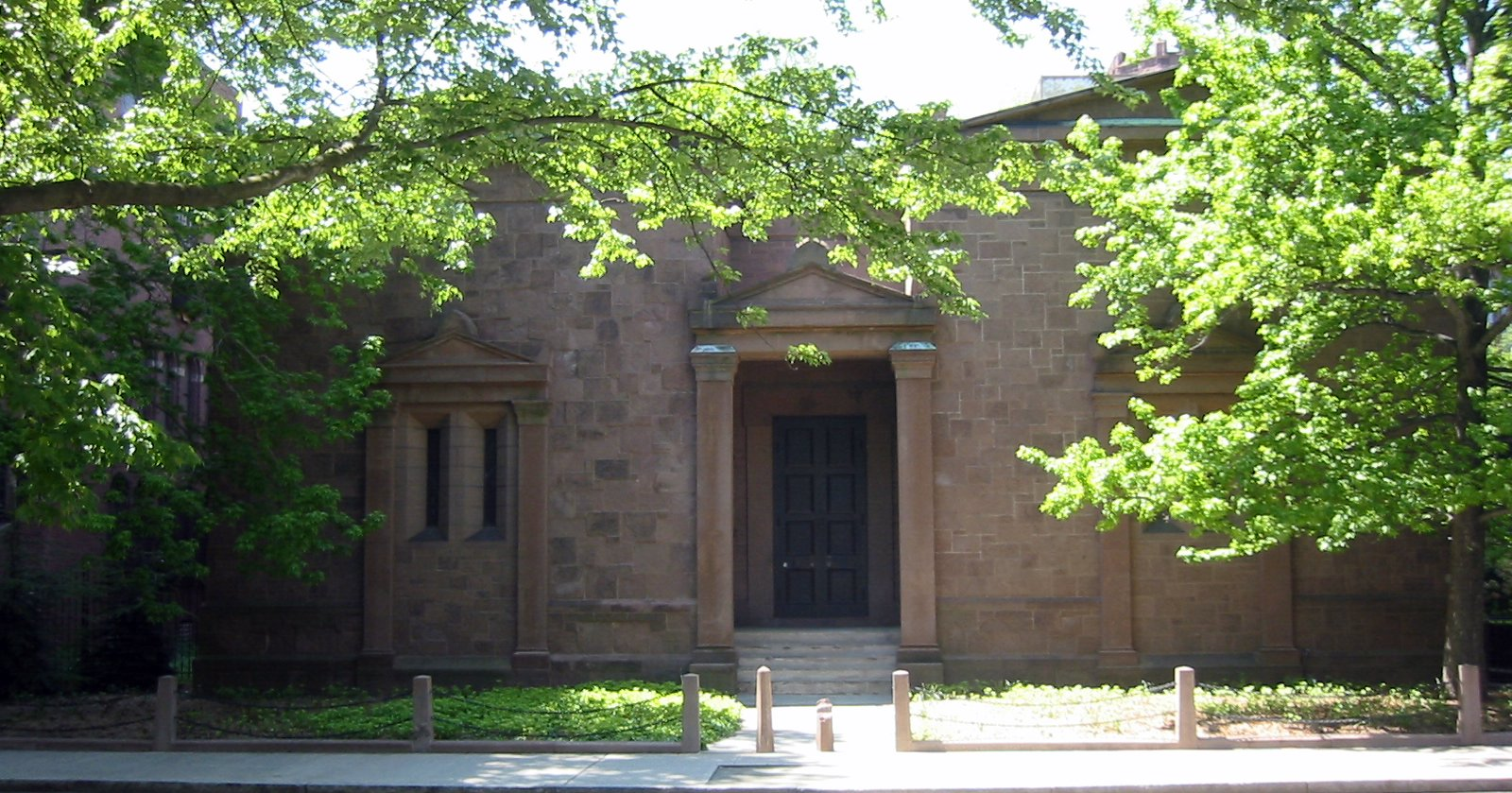
La Tumba de los Skull & Bones.

Comenzando en 1833, una de las responsabilidades de la cohorte de los 15 seniors consiste en seleccionar 15 miembros junior para que estos los reemplacen, lo cual es denominado como tapped (captación o reclutamiento) en la sociedad.  Los miembros Tapped, se citan en la tumba de los Bones algunos atardeceres de cada semana durante su año sénior.
De acuerdo con los miembros "disidentes" de Skull & Bones entrevistados por Alexandra Robbins para su libro Secrets of The Tomb (Secretos de la tumba) [pg. 5], los miembros cenaban con un conjunto de platería de Hitler mientras estaban en la Tumba consumiendo costosas cenas a lo largo del año. Los miembros reciben nuevos nombres en código, se hacen llamar a ellos mismos Knights (Caballeros) y simultáneamente llaman a todos los demás bárbaros. Otra disociación es que los relojes en la Tumba de los Bones están intencionadamente adelantados 5 minutos del resto del mundo, para darle a los miembros la sensación de que el espacio de los Bones es un mundo totalmente aparte — y un mundo un poco por delante de la curva del resto de bárbaros del exterior.

## La isla del ciervo
Deer Island (la Isla del Ciervo) es una isla particular perteneciente a la Russell Trust Association de los Skull and Bones. Se encuentra en las
44°21′41″N 75°54′24″O / 44.36139, -75.90667 y forma parte del archipiélago conocido como Thousand Islands, en el río San Lorenzo, a 3 km/dos millas al norte de la bahía de Alejandría, entre Estados Unidos y Canadá. Esta isla es mantenida como el Club de Campo de la Isla Deer. Entre las instalaciones de la isla se encuentran dos pistas de tenis, dos casas, un búngalo, un embarcadero y un anfiteatro. Sirve como descanso para los miembros de Skull and Bones, y a menudo se usa para celebrar reuniones a las cuales son bienvenidos los familiares de los Bonesmen. El Club de Deer Island mantiene la isla. Este club sólo puede estar formado por iniciados de Skull and Bones. Según la investigadora de Skull and Bones Alexandra Robbins (miembro de Scroll and Key, otra sociedad secreta de Yale), que entrevistó a muchos Bonesmen para su libro, los Bones consideran que la isla está convertida en un vertedero.
Sin embargo, entre mediados del siglo XIX y principios del siglo XX, la isla suponía para los miembros una "escapada". Hay imágenes de la isla y sus edificios en el libro de Kris Millegan Fleshing out Skull and Bones (2003).

## Reuniones periódicas
Durante un año, sus miembros se encuentran al menos una vez a la semana y realizan autoanálisis. El objetivo es crear un vínculo a largo plazo entre ellos una vez hayan dejado la universidad, en lugar de que su relación sólo dure durante su permanencia. Existe relación cordial entre el Patriarca y su elegido. John Kerry fue Patriarca de George W. Bush.

## Símbolo numérico 322
Los Skull and Bones rinden culto a Eulogia, la Diosa de la elocuencia, quien tomó su sitio en el panteón a la muerte del orador Demóstenes en 322 a. C. Hoy, el símbolo numérico 322, conmemorando la fecha de la muerte de Demóstenes y Aristóteles (en Griego:  Ἀριστοτέλης, Aristotélēs), aparece en los materiales de escritorio de la sociedad. El número tiene tales connotaciones místicas que en 1967 un estudiante graduado, sin lazos con la orden Skull and Bones, donó $322,000 a la sociedad.
El número 322 también ha sido el favorito particular de cazadores de mentes conspiradoras por la evidencia de las conexiones globales de los Skull and Bones. El número fue la combinación del maletín de Averell Harriman cuando transportó documentos clasificados entre Londres y Moscú durante la Segunda Guerra Mundial. Antony Sutton asegura que el 322 actúa como recordatorio de la madre de la organización en Alemania, El Grupo Estadounidense fundado en 1832 donde en el libro de inscripción está en el capítulo dos (32-2).

## Entrada en las Ligas Mayores de la política estadounidense
En 1888 regresa, de los Skull and Bones de Yale, Henry L. Stimson de acuerdo con su biógrafo británico Geofrey Hodgson. Esta membresía en Skull and Bones significó para Stimson "the most important educational experience in his life" (la experiencia educativa más importante de su vida). Curiosamente, ha sido el único Skull and Bones cuyos padres no eran millonarios y fue el de más importancia para la historia estadounidense, ya que inició la fase imperial de Estados Unidos. Stimson se hace socio en la firma de abogados de Eliahu Root, el secretario de guerra del presidente Theodore Roosevelt. Root le enseñaría todo al futuro secretario de guerra de más larga estadía de Estados Unidos (10 presidencias).

## La sociedad y la CIA de los Estados Unidos
En mayo de 2007, historiadores de la CIA dieron a conocer a la ciudadanía un artículo en el que refutaban creencias inexactas, pero perdurables, de que Skull & Bones es una incubadora de la CIA El artículo señaló que películas como El buen pastor perpetúa en la mente del público la idea de que la entrada en niveles superiores de la CIA depende de la pertenencia a Bones. La realidad muestra una historia diferente, sin embargo. Refiriéndose a los personajes representados en la película, historiadores de la CIA señalaron que el jefe de inteligencia de la CIA James Jesús Angleton asistió a Yale, pero no era un Bonesman.  Edward Wilson (Matt Damon), el personaje principal de la película, fue el miembro de Scroll & Keys Tracy Barnes; el Keysman Tracy Barnes es indicado como el creador de la invasión de Playa Girón. Richard Bissell rechazó la oferta del "toque" para unirse (era miembro del Club Isabelino, aunque su hermano era un Bonesman). Richard Helms (DCI 1966-1973) asistió a Williams College. Allen W. Dulles (DCI 1953-1961) asistió a Princeton. McGeorge Bundy, asesor de los presidentes John F. Kennedy y Lyndon Johnson, y firme defensor de una mayor intervención en Vietnam, en cambio, sí fue un Bonesman. Recientemente, el exdirector de la CIA Porter Goss, Yale'60, fue miembro del Book & Snake, y John Negroponte, el primer Director de Inteligencia Nacional, era un miembro de la sociedad secreta Elihu, tanto en Fence Club, como de la Fraternidad Psi de Yale.
Aunque los Huesos en la realidad puede no haber sido la cuna de los futuros agentes de la CIA, o de la Oficina de Servicios Estratégicos, predecesora de la CIA, es preciso tomar nota de que un número desproporcionado de graduados de Yale, han formado parte del personal y los directivos de la CIA; Por ejemplo, George HW Bush, Director de la Agencia Central de Inteligencia desde el  30 de enero de 1976 al 20 de enero de 1977. Se dice que el término 'spook' - una voz con la que se designa a un miembro de la sociedad secreta de Yale  - es el término coloquial para cualquiera espía.

## Skull & Bones en la cultura popular
- En el año 2000, Universal Pictures lanzó la película The Skulls: Sociedad secreta, protagonizada por Joshua Jackson y Paul Walker, quienes interpretaban a seniors de Yale que habían sido elegidos para formar parte de la sociedad secreta. Después de un encubrimiento de asesinato, un miembro trata de desertar del grupo. La sociedad, al parecer, tiene relaciones tensas entre los miembros, encubrimientos, modos de vida lascivos y negocios corruptos. La película tiene dos secuelas: The Skulls II y The Skulls III.
- El señor Burns, uno de los personajes en la serie televisiva Los Simpson, es un supuesto bonesman del curso de 1914.
- El buen pastor (2007), una película de Robert De Niro con Matt Damon y  Angelina Jolie en los papeles principales,  explica la vida de Edward Wilson (inspirado en James Jesus Angleton), miembro de la Skull & Bones y agente de la CIA.
- El capítulo No olvides a Chris de Padre de Familia, trata sobre el ingreso de Chris Griffin en Skull & Bones gracias a su abuelo materno.

## Teorías conspirativas
A través de los años se ha arraigado la creencia de que los Skull and Bones han participado en todo tipo de actividades ilegales y han surgido todo tipo de especulaciones en torno a la orden como: la guerra de secesión estadounidense, el tráfico de opio de India a China ya que algunos de sus miembros fueron importantes traficantes en las guerras del Opio como  William Huntington Russell o que la calavera del jefe indio Gerónimo fueron robados de su tumba para llevarlos a la sede de Skull and Bones en Yale ya que ha habido sucesivos juicios al respecto con condenas en contra de la fraternidad, entre otras.